# Фаела (Арецо)
Фаела је насеље у Италији у округу Арецо, региону Тоскана.
Према процени из 2011. у насељу је живело 2019 становника. Насеље се налази на надморској висини од 149 м.